# Микротомирование
Микротомирование представляет собой изготовление тонких срезов материала на специальном приборе — микротоме. Толщина срезов, предназначенных для световой микроскопии, не должна превышать 4—5 мкм, для электронной — 50—60 нм.
Микротомирование является одним из этапов пробоподготовки гистологического материала. После заливки препарата в гистологические кассеты или деревянные блоки необходимо провести серию срезов. Перед микротомированием блоки охлаждают, что упрощает получение тонких срезов. Рядом фирм, специализирующихся на выпуске медицинского лабораторного оборудования, производятся настольные морозильные камеры малых размеров с горизонтально расположенной охлаждающей поверхностью.
После установки блока в микротом проводится подрезка (тримминг) — удаление лишнего парафина с поверхности реза и выравнивание площадки блока.
После получения ровной поверхности делается серия срезов необходимой толщины. Потом готовый срез осторожно снимают с ножа с помощью  кисточки и переносят в ёмкость с теплой  водой или флотационную баню, затем переносят  на предварительно обезжиренные предметные стекла.
На следующих этапах срез помещается на предметное стекло и окрашивается для исследования в световом микроскопе.
Для резки не залитых, но зафиксированных образцов используются замораживающие микротомы, они широко применяются при исследовании срочных препаратов, таких как биопсии. В таких устройствах охлаждается только объектодержатель, а сам нож остаётся тёплым, при попадании на него срезы оттаивают, сминаются и становится проблематичной дальнейшая работа с ними.
С развитием иммуногистохимии ферментов  возникла необходимость в использовании незафиксированного материала. Для этих целей используются  криостаты — это специальные аппараты с охлаждающими камерами, поддерживающие очень низкие отрицательные температуры до −65 градусов С, в которых установлен микротом, есть специальные отверстия для рук или снабжённые системой дистанционного управления.
При микротомировании используют  специальные микротомные ножи, представляющие собой режущие инструменты клиновидной формы, у которых режущий край имеет дополнительную клиновидную заточку. Микротомные ножи затачивают с помощью специальных устройств или вручную на камне. Кроме того, для приготовления парафиновых срезов на микротомах также используют одноразовые лезвия, позволяющие обработать до 50 блоков, затем лезвие меняют. Для каждого вида материала или различных типов тканей выпускаются разные по профилю и углу заточки виды одноразовых лезвий.